# 로자 델 페셰

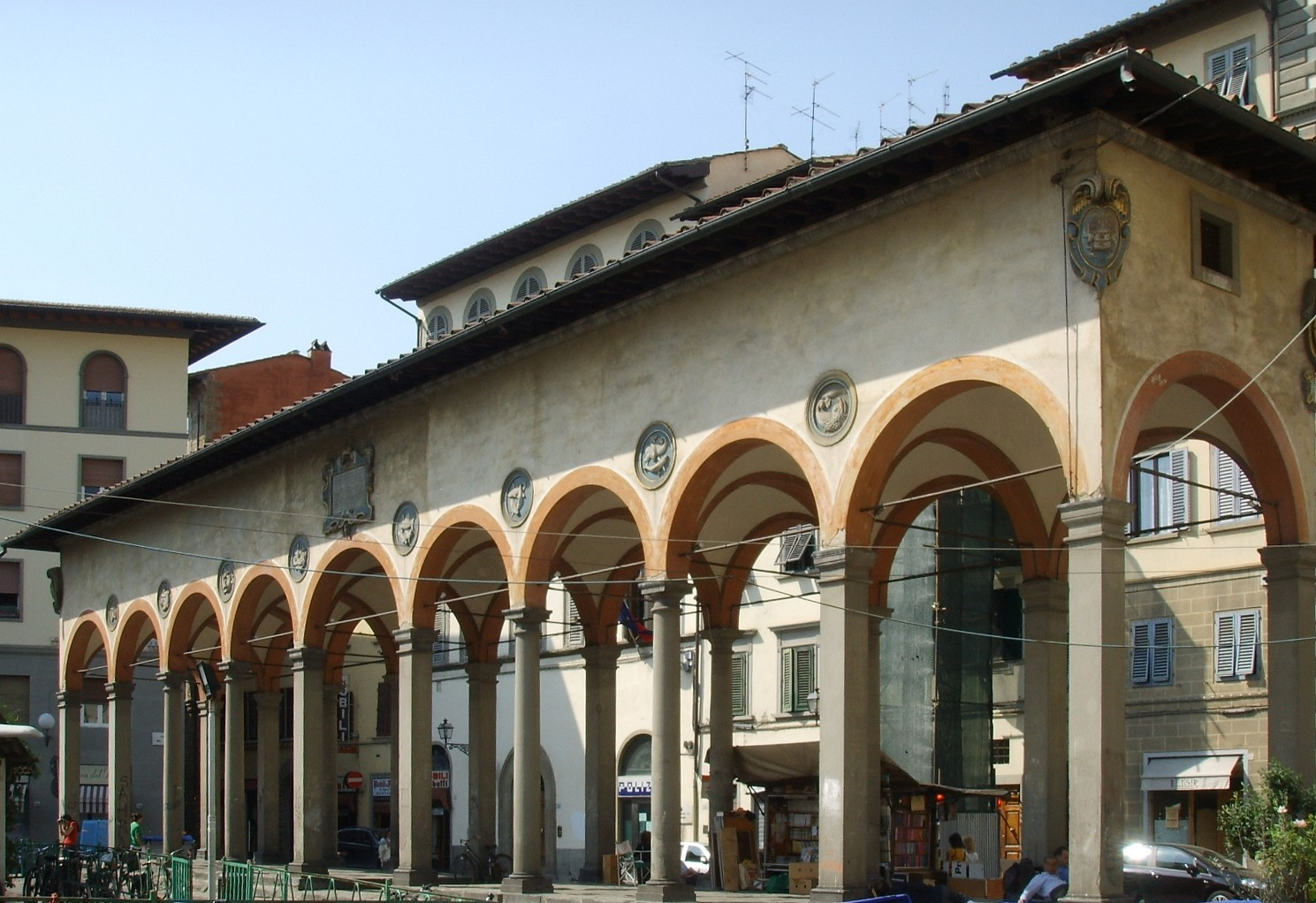
로자 델 페셰

로자 델 페셰(Loggia del Pesce)는 이탈리아 피렌체에 있는 오래된 건축물이다. 기둥 또는 교각으로 떠받치고 있는 9개의 넓은 아케이드로 이뤄졌다. 각 아케이드는 바다와 어업 활동 모습을 묘사한 메달리온이 있다. 건물의 모서리에는 4개의 문장들이 있다.
코시모 1세 데 메디치가 조르조 바사리에게 제작 의뢰한 것이며, 베키오 다리 인근에 있었던 옛 어시장에 위치했다. 현재 그 자리는 바사리 통로가 차지하고 있다.
이탈리아의 통일 이후 피렌체의 도심을 개선하는 중에 이 로자는 해체되어 산마르코 박물관을 장식하는데 대부분 쓰였다. 1956년에 본래의 재료들을 대부분 사용하여 치옴피 광장에 재건되었다.

## 참고 자료
- Bargellini, Piero (1998). 《Com'era Firenze 100 anni fa》. Florence: Bonechi.